# Benedito Novo
Benedito Novo là một đô thị thuộc bang Santa Catarina, Brasil. Đô thị này có diện tích 385,402 km², dân số năm 2007 là 9841 người, mật độ 24,9 người/km².